# ОШ „Јован Цвијић” ИО Кленовник
ОШ „Јован Цвијић” ИО Кленовник је четворогодишња образовна установа, која је своју основну делатност обавља као издвојено одељење Основне школе „Јован Цвијић” у Костолцу.
Школа у Кленовнику почела је са радом 1888. године. Школска зграда се налази се у центру села и своју локацију, од почетка рада, никада није мењала. Данас њу похађа 27 ученика распоређених у два одељења. Настава се одвија само пре подне. Разреди су комбиновани, те наставу похађају заједно I и III у једној, а II и IV разред у другој учионици. Поред учионица за извођење наставе поседује и предшколско одељење.